# Hochschulrahmengesetz
Das Hochschulrahmengesetz (HRG) ist ein zur Regelung des Hochschulwesens in der Bundesrepublik Deutschland erlassenes Rahmengesetz zum Hochschulrecht. Da die Kultur- und Wissenschaftshoheit in Deutschland bei den Bundesländern liegt und entsprechende Details in den Landeshochschulgesetzen geregelt werden, durfte der Bund bis zum 1. September 2006 nur von seiner Rahmengesetzgebungskompetenz nach Art. 75 Abs. 1 Nr. 1a des Grundgesetzes alter Fassung Gebrauch machen. Das Gesetz gilt als bisheriges Bundesrahmenrecht fort (Art. 125a und Art. 125b des Grundgesetzes). Künftige Novellen können es nur aufheben (auch teilweise).

## Anwendungsbereich
Nach § 1 HRG sind vom Hochschulrahmengesetz alle Universitäten, Pädagogischen Hochschulen, Kunsthochschulen, Fachhochschulen, Landwirtschaftliche Hochschulen, Musikhochschulen und andere Einrichtungen, die nach Landesrecht staatliche Hochschulen sind, umfasst. Andere Einrichtungen können nach § 70 HRG nur als Hochschule im Sinne des Gesetzes in den Anwendungsbereich einbezogen sein, wenn sie dem Wesen nach vergleichbar zu staatlichen Hochschulen sind.

## Regelungsinhalt
Neben den grundsätzlichen Aufgaben der Hochschulen wird auch deren Rechtsstellung und die Mitgliedschaft an der Hochschule als Selbstverwaltungskörperschaft geregelt. Außerdem sind die Zulassungen zum Studium geregelt. Schließlich enthält das Hochschulrahmengesetz Vorgaben zur Anpassung des Landesrechts.

## Historische Entwicklung

### Vorgeschichte
Das Grundgesetz von 1949 sah keine Zuständigkeit des Bundes im Bildungsbereich vor, es begründete in Art. 30 GG die Kulturhoheit der Länder. Bis zur Gründung des Wissenschaftsrates 1957 gab es keine institutionalisierte Zusammenarbeit von Bund und Ländern in der Hochschul- und Wissenschaftspolitik, die Abstimmung der Länder untereinander erfolgte in der Kultusministerkonferenz (KMK). Die steigenden Bildungskosten der 1960er Jahre und damit verbundene Finanzprobleme der Länder führten zu einer Änderung des Grundgesetzes: Art. 91a und Art. 91b GG legten Ausbau und Neubau von Hochschulen einschließlich der Hochschulkliniken sowie die Bildungsplanung und Forschungsförderung nunmehr als sogenannte Gemeinschaftsaufgaben von Bund und Ländern fest. Mit der Ergänzung von Art. 75 Nr. 1a GG a.F. erhielt der Bund im Jahr 1969 überdies eine Rahmengesetzgebungskompetenz für das Hochschulwesen. Gründe für die Kompetenzverlagerung waren von Seiten der Länder insbesondere der wachsende Druck durch die 68er Studenten, dem der Bund mithilfe eines Ordnungsrechts begegnen sollte, eine als zuweitgehend empfundene Autonomie der Hochschulen (Landeshochschulgesetze existierten seinerzeit kaum) und die Befürchtung, dass sich das Hochschulwesen in der Bundesrepublik Deutschland aufgrund der anstehenden Landeshochschulgesetze zu weit auseinanderentwickeln könnte. Ein Länderstaatsvertrag war zuvor gescheitert. Das Vorhaben der Länder, lediglich geringe Zuständigkeiten auf den Bund zu übertragen, hat der Bund nicht zugelassen und mit der Rahmenkompetenz sehr weitgehende Zuständigkeiten durchgesetzt.

### Erstes HRG
Die erste Fassung eines Hochschulrahmengesetzes stammt aus dem Jahr 1976 und regelte u. a. die Aufgaben der Hochschulen (wie Studium und Lehre, Forschung), die Zulassung zum Studium, die Mitglieder der Hochschule, die Organisation und Verwaltung der Hochschule. Es enthielt keine Regelung zu Studiengebühren. Die teilweise sehr detaillierten Vorschriften führten zu zahlreichen Konflikten zwischen dem Bund und den Ländern.

### Novellierungen
Der Leitgedanke bei der ersten Novellierung des Hochschulrahmengesetzes 1985 war demzufolge ein Abbau normativer Steuerung – „Deregulierung“. Zudem umfasste die Novelle die Einführung verbindlicher Zwischen- und Vordiplom-Prüfungen, die Einführung von Regelstudienzeiten und die Stärkung der Professorenschaft in den Hochschulgremien. In der 3. HRG-Novelle vom 1. Juli 1985 wurden Studienordnungen aus dem Katalog der genehmigungsbedürftigen Satzungen herausgenommen. Die Leitungsstruktur wurde für Alternativen (Rektorats- oder Präsidialverfassung) geöffnet und für Drittmittelforschung wurden verschiedene Ausgestaltungsformen vorgesehen. Mit der 4. HRG-Novelle vom 20. August 1998 wurden die Regelungen zur inneren und äußeren Organisation und Verwaltung ganz aus dem HRG gestrichen. Gleichzeitig kam es probeweise zur Einführung von Bachelor- und Masterstudiengängen.
Die HRG-Novellen 5 und 6 des Jahres 2002 provozierten einen neuerlichen Konflikt zwischen Bund und Ländern. Auf Antrag der Länder Thüringen, Bayern, Baden-Württemberg, Sachsen-Anhalt, Hessen, Saarland, Hamburg und Sachsen entschied das Bundesverfassungsgericht am 27. Juli 2004, der Bundesgesetzgeber habe mit den Vorgaben für die Juniorprofessur im Hochschulrahmengesetz die Rechte der Bundesländer zu stark eingeschränkt und erklärte die 5. Novelle für nichtig. Auch das Verbot der Erhebung von Studiengebühren wurde vom Bundesverfassungsgericht aufgehoben. Das zum 1. Januar 2005 in Kraft getretene Gesetz zur Änderung dienst- und arbeitsrechtlicher Vorschriften im Hochschulbereich (HdaVÄndG) gilt als „Reparatur“-Novelle, da sie versuchte, die Auswirkungen der Urteile des Bundesverfassungsgerichts auf Arbeitsverträge zu begrenzen. Das 7. Änderungsgesetz zum Hochschulrahmengesetz (7. Novelle) ist ebenfalls seit dem 1. Januar 2005 in Kraft und enthält insbesondere Neuregelungen für die Vergabe von Studienplätzen. Die Hochschulen selbst können jetzt einen Teil ihrer Studienplätze in eigener Verantwortung vergeben. Die letzte inhaltliche Revision erfolgte durch das Wissenschaftszeitvertragsgesetz (WissZeitVG) vom 12. April 2007, mit der die Regelungen der §§ 57a–f HRG aus dem HRG entfernt und in veränderter Form im WissZeitVG verankert wurden.

## Kritik von Seiten der Wissenschaftler
Das Hochschulrahmengesetz wurde von einer großen Zahl der betroffenen Wissenschaftler stark kritisiert. Einen Hauptpunkt der Kritik stellte die „12-Jahres-Regel“ dar (bei Medizinern 15 Jahre), die erstmals 2002 in der Amtszeit von Edelgard Bulmahn, nämlich im Fünften Gesetz zur Änderung des Hochschulrahmengesetzes und anderer Vorschriften (5. HRGÄndG) in §57b festgelegt wurde.
Diese besagt, dass befristete Beschäftigung von Wissenschaftlern an Hochschuleinrichtungen nun (auch bei Unterbrechungen und bei verschiedenen Arbeitgebern) maximal für insgesamt zwölf Jahre zulässig ist. Darüber hinaus ist eine weitere befristete Beschäftigung unzulässig und die Befristung (nicht das Beschäftigungsverhältnis) gegebenenfalls unwirksam. Nach der Klage der Bundesländer Bayern und Baden-Württemberg gegen die fünfte Novelle des Hochschulrahmengesetzes wurde die Regelung in ein eigenes Gesetz ausgelagert, das Wissenschaftszeitvertragsgesetz.
Ziel dieser Regelung war der Schutz der Beschäftigten vor „dauerhafter“ Beschäftigung in ständig wechselnden befristeten Arbeitsverträgen. Die vorherige gesetzliche Regelung sah einen Dauerbeschäftigungsanspruch bereits nach sechs Jahren vor, allerdings nur nach lückenlosen Beschäftigungsverhältnissen beim selben Arbeitgeber („Kettenvertragsklausel“). Dies konnte durch Wechsel des Arbeitgebers oder ein „Einschieben“ von Zeiten ohne Beschäftigungsverhältnis nachhaltig vermieden werden.
Da das Angebot an Dauerstellen für Wissenschaftler jedoch nur gering ist, stelle sich dieses Gesetz als ein „De-facto-Berufsverbot“ für hochqualifizierte und -spezialisierte Wissenschaftler von Ende 30 heraus, wenn diese es bis dahin nicht zum Professor bringen. Dies führe zu vermehrtem Abwandern von Betroffenen ins Ausland (Talentabwanderung), sodass dort Innovationen und Forschungsergebnisse entstünden, für die die Verantwortlichen in Deutschland teuer ausgebildet wurden.
Da auch Teilzeitverträge voll bei der Berechnung einbezogen werden, sei dies von besonderer Bedeutung für Wissenschaftler, die zur Familiengründung beruflich kürzertreten. So entschieden sich viele gegen die Familiengründung und Kinder oder trügen Nachteile davon.
Aus diesen Gründen wird das Gesetz auch als familien- und frauenfeindlich kritisiert.

### Föderalismusreform
Mit der Föderalismusreform ist die Rahmengesetzgebungskompetenz des Bundes aus dem Grundgesetz gestrichen worden. Im Hochschulbereich hat der Bund nun im Rahmen der konkurrierenden Gesetzgebung die Möglichkeit, Regelungen für die Bereiche Hochschulzulassung und Hochschulabschlüsse zu erlassen. Die Bundesländer dürfen von diesen Regelungen jedoch abweichen. Außerdem kann der Bund weiterhin im Rahmen der sogenannten „Gemeinschaftsaufgaben“ (Art. 91b GG n.F.) im Einvernehmen mit den Ländern auf dem Gebiet der wissenschaftlichen und Forschungsvorhaben an den Hochschulen (Art. 91b Abs. 1 Nr. 2 GG) und im Benehmen mit den Ländern bei Forschungsbauten an Hochschulen einschließlich Großgeräten tätig werden.